# Chholiya

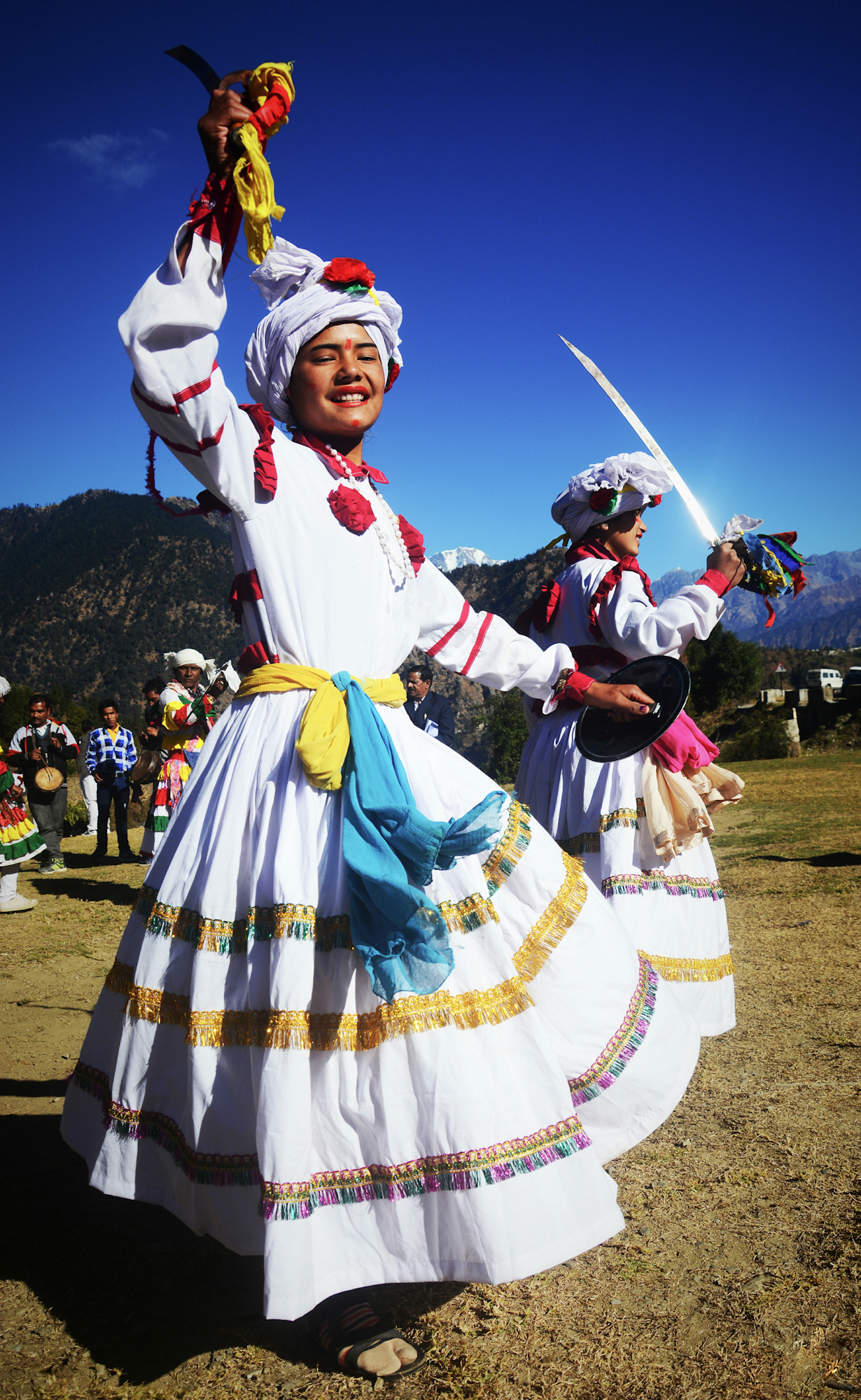

Le chholiya (ou chhaliya, hudkeli, hudkya) est une forme de danse pratiquée dans la Division de Kumaon de l'Uttarakhand, en Inde, et dans certaines parties de la province de Sudur Paschim (principalement dans le district de Baitadi et Darchula) au Népal. Il s'agit à l'origine d'une danse avec épée accompagnant une procession de mariage, mais elle est désormais exécutée à l'occasion de diverses occasions.
Elle est particulièrement populaire dans les districts d'Almora, Bageshwar, Champawat et Pithoragarh de la division Kumaon et s'est même étendue à la Division de Garhwal.
Cette danse de l'épée a une histoire de plus de mille ans et est enracinée dans les traditions martiales du peuple Kumaoni (en).

## Histoire
Datant de plus de mille ans, la danse trouve ses origines dans les guerres entre kshatriyas de Kumaon - les Khasas (en) et les Katyuris (en), et mariages à la pointe de l'épée.
Les kshatriyas indigènes ont été réunis sous la bannière des rois Chand (en) qui sont arrivés au Xe siècle. Les flux d'immigrants Rajputs, qui firent des kshatriyas natifs une petite minorité, adoptèrent également les coutumes locales et influencèrent la culture pahari avec leurs traditions et leur langue. L'époque des mariages à la pointe de l'épée est révolue, mais les traditions qui y sont attachées perdurent.
C'est pourquoi le marié est encore appelé kunwar (कुंवर) ou raja (राजा) (roi) à Kumaun. Il chevauche un cheval lors du cortège de mariage et porte un Khukuri à la ceinture.

## Signification
Outre ses origines martiales, le chholiya a également une signification religieuse, notamment pour la communauté Rajput. Le chholiya est pratiqué lors des mariages et est considéré comme de bon augure car il protège des mauvais esprits et des démons. Les processions de mariage étaient considérées comme vulnérables à ces esprits qui visaient le bonheur des gens. Il était communément admis que les démons suivaient un cortège de mariage ou baryat(बर्यात)/Barat pour ensorceler les jeunes mariés et que l'exécution du chholiya pouvait empêcher cela.

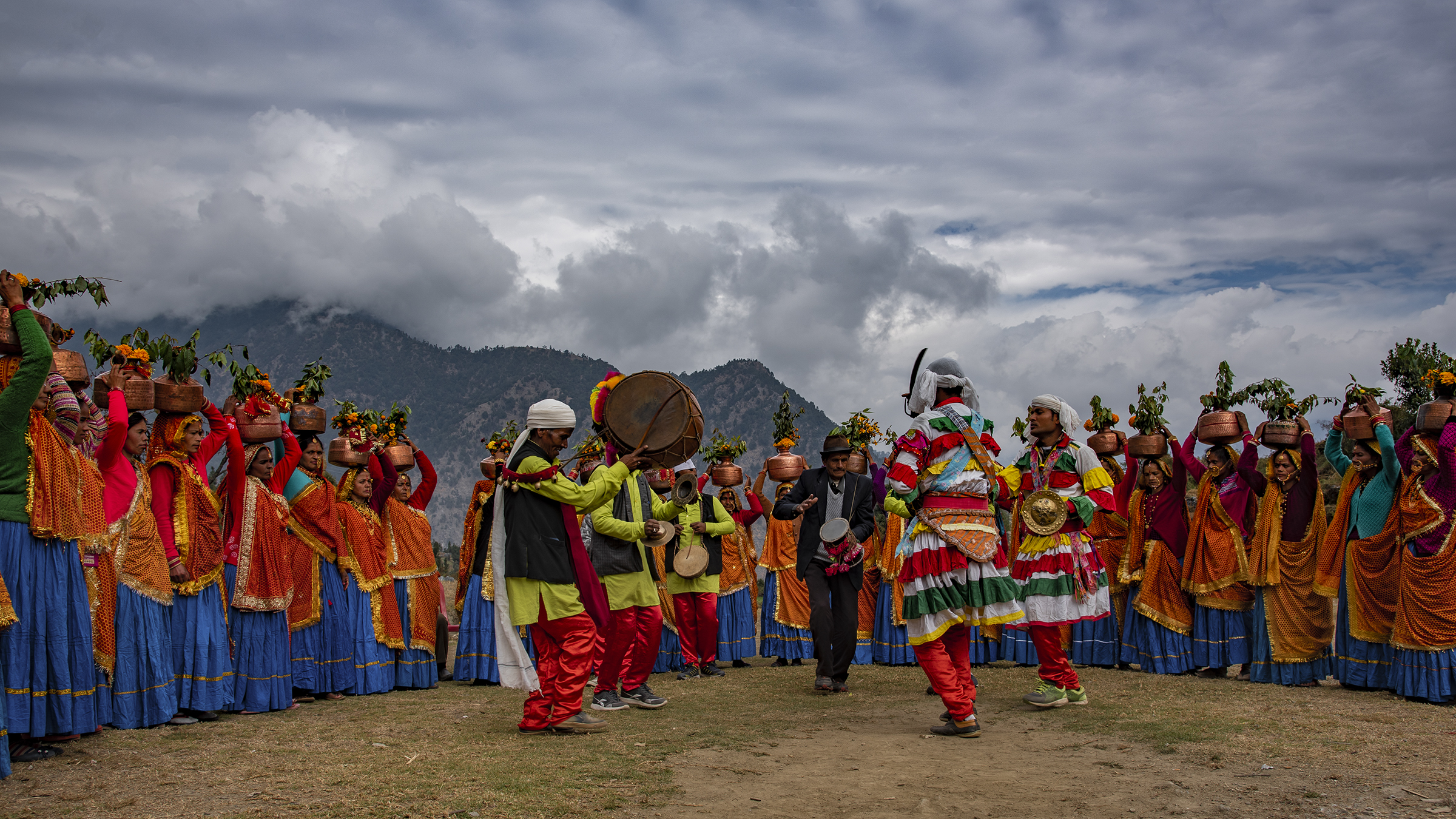

## Instruments
Le turi (तुरी), le nagphani (en) (नागफनी) et le ransing (रणसिंघ) appartenant à la famille des cuivres sont des instruments traditionnels de la division Kumaon. S'ils étaient autrefois utilisés lors des batailles pour remonter le moral des troupes, ils sont aujourd'hui utilisés dans la musique et la danse traditionnelles.
Les instruments à percussion comme le dhol (ढोल), le damau (en) (दमाऊ) qui sont également originaires du Kumaon sont joués par des musiciens professionnels appelés dholies.
On trouve aussi le masakbeen  (मसकबीन), une cornemuse introduite par les Britanniques.
On peut aussi entendre des instruments à vent comme le nausuriya muruli (नौसुरिया मुरूली) (lit. : flûte à neuf notes) une sorte de flûte et jyonya (ज्योंया) (lit. : flûte jumelle).

## Tenue vestimentaire
Vêtus de la tenue traditionnelle kumaunie, le churidar payajama blanc, le taanka sur la tête, le chola, le visage recouvert de pâte de bois de santal comme s'ils étaient prêts pour la bataille, équipés d'épées tulwar et de boucliers.

## Pratique
Les danseurs le dansent de manière parfaitement synchronisée tout en se livrant à des simulacres de combats.
Portant le drapeau rouge triangulaire le nishana (निसाण), (bannières), agitant leurs épées, ils donnent l'impression de guerriers partant au combat.
Il y a 22 hommes dans une équipe complète de chholiya : 8 d'entre eux sont les danseurs et les 14 autres sont des musiciens.

## Formes
- Bisu nritya (बिसू नृत्य )
- Saraanv (mock fights) (सरांव)
- Rann nritya (lit. war dance) (रण नृत्य)
- Sarankar (सरंकार)
- Veerangna (वीरांगना)
- depanshu (दीपांशु)
- Chholiya Baja (छोलिया बाजा)
- Shauka Shaili  (शौका शैली)
- Paitan Baja (पैटण बाजा)

## Galerie

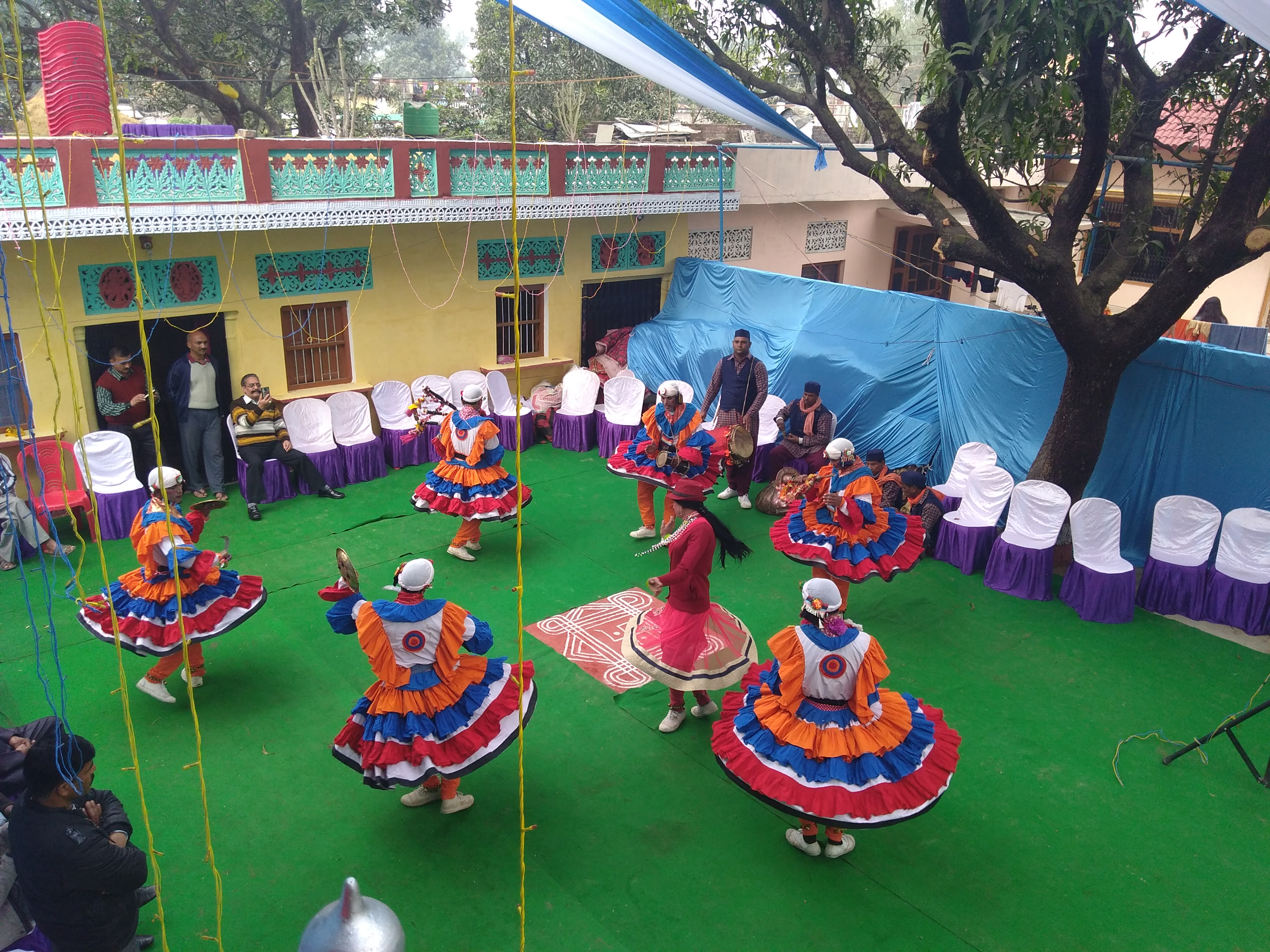
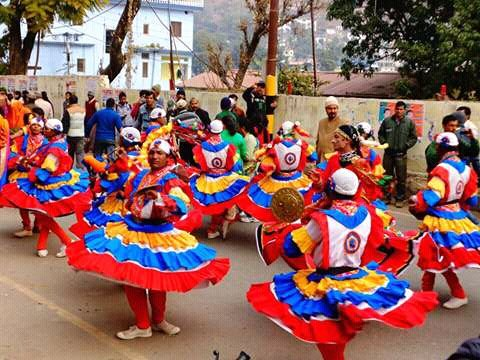